# Europaspiele 2015/Teilnehmer (Portugal)
| Gelbes Symbol für Goldmedaillen mit stilisierten Olympischen Ringen | Graues Symbol für Silbermedaillen mit stilisierten Olympischen Ringen | Braundes Symbol für Bronzemedaillen mit stilisierten Olympischen Ringen |
| ------------------------------------------------------------------- | --------------------------------------------------------------------- | ----------------------------------------------------------------------- |
| 3                                                                   | 4                                                                     | 3                                                                       |

Portugal nahm in Baku an den Europaspielen 2015 teil. Vom Comité Olímpico de Portugal wurden 100 Athleten in 13 Sportarten nominiert.

## Badminton
| Athleten                   | Wettbewerb | Gruppenphase                 | Gruppenphase | Gruppenphase | Gruppenphase | Achtelfinale | Achtelfinale | Viertelfinale | Viertelfinale | Halbfinale | Halbfinale | Finale | Finale   | Rang  |
| Athleten                   | Wettbewerb | Gegner                       | Ergebnis     | Punkte       | Rang         | Gegner       | Ergebnis     | Gegner        | Ergebnis      | Gegner     | Ergebnis   | Gegner | Ergebnis | Rang  |
| -------------------------- | ---------- | ---------------------------- | ------------ | ------------ | ------------ | ------------ | ------------ | ------------- | ------------- | ---------- | ---------- | ------ | -------- | ----- |
| Frauen                     |            |                              |              |              |              |              |              |               |               |            |            |        |          |       |
| Sónia Gonçalves            | Einzel     | Clara Azurmendi              | 16:21, 10:21 | 2            | 3            | –            | –            | –             | –             | –          | –          | –      | –        | 13–18 |
| Sónia Gonçalves            | Einzel     | Milica Simić                 | 21:16, 21:15 | 2            | 3            | –            | –            | –             | –             | –          | –          | –      | –        | 13–18 |
| Sónia Gonçalves            | Einzel     | Line Kjærsfeldt              | 7:21, 13:21  | 2            | 3            | –            | –            | –             | –             | –          | –          | –      | –        | 13–18 |
| Männer                     |            |                              |              |              |              |              |              |               |               |            |            |        |          |       |
| Ricardo Silva              | Einzel     | Lucas Corvée                 | 6:21, 11:21  | 0            | 4            | –            | –            | –             | –             | –          | –          | –      | –        | 25–32 |
| Ricardo Silva              | Einzel     | Emil Holst                   | 9:21, 9:21   | 0            | 4            | –            | –            | –             | –             | –          | –          | –      | –        | 25–32 |
| Ricardo Silva              | Einzel     | Zvonimir Đurkinjak           | 13:21, 10:21 | 0            | 4            | –            | –            | –             | –             | –          | –          | –      | –        | 25–32 |
| Ângelo Silva Ricardo Silva | Doppel     | Pavel Florián Ondřej Kopřiva | 15:21, 18:21 | 0            | 4            | –            | –            | –             | –             | –          | –          | –      | –        | 13–16 |
| Ângelo Silva Ricardo Silva | Doppel     | Joshua Magee Sam Magee       | 15:21, 6:21  | 0            | 4            | –            | –            | –             | –             | –          | –          | –      | –        | 13–16 |
| Ângelo Silva Ricardo Silva | Doppel     | Mathias Boe Carsten Mogensen | 7:21, 13:21  | 0            | 4            | –            | –            | –             | –             | –          | –          | –      | –        | 13–16 |

## Beachsoccer
| Athleten | Gruppenphase                              | Halbfinale | Halbfinale | Spiel um Bronze | Spiel um Bronze | Finale | Finale   | Rang   |
| Athleten | Gruppenphase                              | Gegner     | Ergebnis   | Gegner          | Ergebnis        | Gegner | Ergebnis | Rang   |
| --- | ----------------------------------------- | ---------- | ---------- | --------------- | --------------- | ------ | -------- | ------ |
| Männer |                                           |            |            |                 |                 |        |          |        |
| Elinton Andrade Tiago Batalha Alan Cavalcanti Rui Coimbra José Maria Fonseca Bruno Novo Bernardo Santos Jordan Santos João Victor Saraiva Bruno Torres Tiago Petrony | Schweiz 6:5 Ukraine 5:4 Aserbaidschan 6:4 | Russland   | 1:2        | Schweiz         | 6:5             | –      | –        | Bronze |

## Judo
| Athleten        | Wettbewerb         | 1. Runde | 1. Runde | 2. Runde                    | 2. Runde  | Achtelfinale      | Achtelfinale | Viertelfinale       | Viertelfinale | Hoffnungsrunde Halbfinale | Hoffnungsrunde Halbfinale | Halbfinale           | Halbfinale | Hoffnungsrunde Finale | Hoffnungsrunde Finale | Finale / Kampf um Bronze | Finale / Kampf um Bronze | Rang  |
| Athleten        | Wettbewerb         | Gegner   | Ergebnis | Gegner                      | Ergebnis  | Gegner            | Ergebnis     | Gegner              | Ergebnis      | Gegner                    | Ergebnis                  | Gegner               | Ergebnis   | Gegner                | Ergebnis              | Gegner                   | Ergebnis                 | Rang  |
| --------------- | ------------------ | -------- | -------- | --------------------------- | --------- | ----------------- | ------------ | ------------------- | ------------- | ------------------------- | ------------------------- | -------------------- | ---------- | --------------------- | --------------------- | ------------------------ | ------------------------ | ----- |
| Frauen          |                    |          |          |                             |           |                   |              |                     |               |                           |                           |                      |            |                       |                       |                          |                          |       |
| Leandra Freitas | Klasse bis 48 kg   | –        | –        | Violeta Dumitru             | 0013-0000 | Irina Dolgowa     | 0002-1011    | –                   | –             | –                         | –                         | –                    | –          | –                     | –                     | –                        | –                        | 9–16  |
| Joana Ramos     | Klasse bis 52 kg   | –        | –        | Distria Krasniqi            | 0001-0000 | –                 | –            | –                   | –             | –                         | –                         | –                    | –          | –                     | –                     | –                        | –                        | 17–32 |
| Telma Monteiro  | Klasse bis 57 kg   | –        | –        | –                           | –         | Jovana Rogić      | 0002-0002    | Sanne Verhagen      | 0001-0002     | –                         | –                         | Automne Pavia        | 0113-0002  | –                     | –                     | Hedvig Karakas           | 110-000                  | Gold  |
| Ana Cachola     | Klasse bis 63 kg   | –        | –        | Marta Alexandrowna Labasina | 100-000   | Alice Schlesinger | 0012-0001    | Clarice Agbegnenou  | 000-101       | Kathrin Unterwurzacher    | 0031-0000                 | Yarden Gerbi         | 0000-0011  | –                     | –                     | –                        | –                        | 5     |
| Yahima Ramirez  | Klasse über 78 kg  | –        | –        | Daria Pogorzelec            | 0003-0002 | –                 | –            | –                   | –             | –                         | –                         | –                    | –          | –                     | –                     | –                        | –                        | 17–32 |
| Männer          |                    |          |          |                             |           |                   |              |                     |               |                           |                           |                      |            |                       |                       |                          |                          |       |
| Nuno Carvalho   | Klasse bis 60 kg   | –        | –        | Pavel Petřikov              | 0003-0000 | –                 | –            | –                   | –             | –                         | –                         | –                    | –          | –                     | –                     | –                        | –                        | 17–32 |
| Diogo César     | Klasse bis 66 kg   | –        | –        | Emanuele Bruno              | 1001-0000 | Michail Puljajew  | 0003-1011    | –                   | –             | –                         | –                         | –                    | –          | –                     | –                     | –                        | –                        | 9–16  |
| Sergiu Oleinic  | Klasse bis 66 kg   | –        | –        | Andreas Krassas             | 1000-0002 | Colin Oates       | 0012-0001    | Nicat Şıxəlizadə    | 1001-0000     | –                         | –                         | Kamal Chan-Magomedow | 0002-1001  | –                     | –                     | Sebastian Seidl          | 0000-0122                | 5     |
| André Alves     | Klasse bis 73 kg   | –        | –        | Dmitrijs Fedosejenkovs      | 1003-0002 | Rok Draksić       | 0003-0011    | –                   | –             | –                         | –                         | –                    | –          | –                     | –                     | –                        | –                        | 9–16  |
| Jorge Fernandes | Klasse bis 73 kg   | –        | –        | Eetu Laamanen               | 0011-0000 | Sagi Muki         | 0001-1000    | –                   | –             | –                         | –                         | –                    | –          | –                     | –                     | –                        | –                        | 9–16  |
| Diogo Lima      | Klasse bis 81 kg   | –        | –        | Aljaksandr Szjaschenka      | 0012-0011 | –                 | –            | –                   | –             | –                         | –                         | –                    | –          | –                     | –                     | –                        | –                        | 17–32 |
| Carlos Luz      | Klasse bis 81 kg   | –        | –        | Owen Livesey                | 0113-0001 | Iwan Nifontow     | 0002-0001    | –                   | –             | –                         | –                         | –                    | –          | –                     | –                     | –                        | –                        | 9–16  |
| Célio Dias      | Klasse bis 90 kg   | –        | –        | Ramin Gurbanov              | 000-101   | –                 | –            | –                   | –             | –                         | –                         | –                    | –          | –                     | –                     | –                        | –                        | 17–32 |
| Jorge Fonseca   | Klasse über 100 kg | –        | –        | Grigori Minaškin            | 0022-0002 | Elmar Qasımov     | 1013-0002    | Frederik Joergensen | 1000-0002     | –                         | –                         | Henk Grol            | 0003-0102  | –                     | –                     | Toma Nikiforov           | 0001-1000                | 5     |
| Mannschaft      | Mannschaft         | –        | –        | –                           | –         | –                 | –            | Frankreich          | 1:4           | –                         | –                         | –                    | –          | –                     | –                     | –                        | –                        |       |

## Kanu
| Athleten                                                        | Wettbewerb | Vorlauf    | Vorlauf | Halbfinale | Halbfinale | Finale     | Finale | Rang   |
| Athleten                                                        | Wettbewerb | Zeit (min) | Rang    | Zeit (min) | Rang       | Zeit (min) | Rang   | Rang   |
| --------------------------------------------------------------- | ---------- | ---------- | ------- | ---------- | ---------- | ---------- | ------ | ------ |
| Frauen                                                          |            |            |         |            |            |            |        |        |
| Teresa Portela                                                  | K1 200 m   | 0:41,330   | 2       | 0:40,675   | 5          | 0:42,627   | 9      | 9      |
| Teresa Portela                                                  | K1 500 m   | 1:53,169   | 3       | 1:48,896   | 3          | 2:15,435   | 9      | 9      |
| Beatriz Gomes Joana Vasconcelos                                 | K2 200 m   | 0:37,797   | 4       | 0:37,264   | 2          | 0:38,609   | 6      | 6      |
| Márcia Aldeias Maria Cabrita                                    | K2 500 m   | 1:47,576   | 7       | -          | -          | 1:45,437   | 7      | 7      |
| Beatriz Gomes Francisca Laia Helena Rodrigues Joana Vasconcelos | K4 500 m   | 1:37,910   | 5       | -          | -          | 1:32,169   | 5      | 5      |
| Männer                                                          |            |            |         |            |            |            |        |        |
| Diogo Lopes                                                     | K1 200 m   | 0:36,441   | 5       | 0:36,443   | 9          | -          | -      |        |
| Fernando Pimenta                                                | K1 1000 m  | 3:40,476   | 1       | 3:25,832   | 1          | 3:28,421   | 2      | Silber |
| Fernando Pimenta                                                | K1 5000 m  | -          | -       | -          | -          | 20:11,989  | 2      | Silber |
| Emanuel Silva João Ribeiro                                      | K2 1000 m  | 3:14,726   | 4       | 3:08,734   | 3          | 3:18,659   | 9      | 9      |
| David Fernandes Emanuel Silva Fernando Pimenta João Ribeiro     | K4 1000 m  | 2:53,152   | 2       | -          | -          | 3:09,010   | 5      | 5      |
| Hélder Silva                                                    | C1 200 m   | 0:39,248   | 1       | -          | -          | 0:40,682   | 5      | 5      |

## Karate
| Athleten    | Wettbewerb        | Gruppenphase     | Gruppenphase | Halbfinale | Halbfinale | Finale/Kampf um Bronze | Finale/Kampf um Bronze | Rang |
| Athleten    | Wettbewerb        | Gegner           | Ergebnis     | Gegner     | Ergebnis   | Gegner                 | Ergebnis               | Rang |
| ----------- | ----------------- | ---------------- | ------------ | ---------- | ---------- | ---------------------- | ---------------------- | ---- |
| Männer      |                   |                  |              |            |            |                        |                        |      |
| Filipe Reis | Kumite über 84 kg | Slobodan Bitević | 1:2          | –          | –          | –                      | –                      | 8    |
| Filipe Reis | Kumite über 84 kg | Jonathan Horne   | 0:6          | –          | –          | –                      | –                      | 8    |
| Filipe Reis | Kumite über 84 kg | Moreno Sheppard  | 0:4          | –          | –          | –                      | –                      | 8    |

## Radsport

### BMX
| Athleten      | Wettbewerb | Qualifikation | Qualifikation | Viertelfinale | Viertelfinale | Halbfinale | Halbfinale | Finale | Finale | Rang |
| Athleten      | Wettbewerb | Zeit          | Rang          | Punkte        | Rang          | Zeit       | Rang       | Zeit   | Rang   | Rang |
| ------------- | ---------- | ------------- | ------------- | ------------- | ------------- | ---------- | ---------- | ------ | ------ | ---- |
| Männer        |            |               |               |               |               |            |            |        |        |      |
| André Martins | Race       | 37,712 s      | 27            | 21            | 28            | –          | –          | –      | –      |      |

### Mountainbike
| Athleten       | Wettbewerb    | Zeit (h)   | Rang |
| -------------- | ------------- | ---------- | ---- |
| Frauen         |               |            |      |
| Joana Monteiro | Cross-Country | Überrundet | 23   |
| Männer         |               |            |      |
| David Rosa     | Cross-Country | 1:45:12    | 10   |

### Straße
| Athleten        | Wettbewerb      | Zeit                 | Rang                 |
| --------------- | --------------- | -------------------- | -------------------- |
| Frauen          |                 |                      |                      |
| Daniela Reis    | Straßenrennen   | 3:25:53              | 14                   |
| Männer          |                 |                      |                      |
| Filipe Cardoso  | Straßenrennen   | 5:28:26              | 19                   |
| José Gonçalves  | Straßenrennen   | Rennen nicht beendet | Rennen nicht beendet |
| Edgar Pinto     | Straßenrennen   | 5:33:43              | 33                   |
| Rafael Reis     | Straßenrennen   | Rennen nicht beendet | Rennen nicht beendet |
| Rafael Reis     | Einzelzeitfahrt | 1:04:06,74           | 19                   |
| Fábio Silvestre | Straßenrennen   | Rennen nicht beendet | Rennen nicht beendet |

## Ringen
| Athleten                         | Wettbewerb       | 1. Runde          | 1. Runde | Achtelfinale     | Achtelfinale | Viertelfinale | Viertelfinale | Halbfinale | Halbfinale | Hoffnungsrunde Viertelfinale | Hoffnungsrunde Viertelfinale | Hoffnungsrunde Halbfinale | Hoffnungsrunde Halbfinale | Hoffnungsrunde Finale | Hoffnungsrunde Finale | Finale | Finale   | Rang |
| Athleten                         | Wettbewerb       | Gegner            | Ergebnis | Gegner           | Ergebnis     | Gegner        | Ergebnis      | Gegner     | Ergebnis   | Gegner                       | Ergebnis                     | Gegner                    | Ergebnis                  | Gegner                | Ergebnis              | Gegner | Ergebnis | Rang |
| -------------------------------- | ---------------- | ----------------- | -------- | ---------------- | ------------ | ------------- | ------------- | ---------- | ---------- | ---------------------------- | ---------------------------- | ------------------------- | ------------------------- | --------------------- | --------------------- | ------ | -------- | ---- |
| Freistil Frauen                  |                  |                   |          |                  |              |               |               |            |            |                              |                              |                           |                           |                       |                       |        |          |      |
| Liliana Santos                   | Klasse bis 48 kg | –                 | –        | Mariya Stadnik   | 1:4          | –             | –             | –          | –          | Julie Sabatie                | 0:3                          | –                         | –                         | –                     | –                     | –      | –        | 13   |
| Vânia Guerreiro                  | Klasse bis 53 kg | –                 | –        | Liliya Horischna | 0:5          | –             | –             | –          | –          | –                            | –                            | –                         | –                         | –                     | –                     | –      | –        | 16   |
| griechisch-römischer Stil Männer |                  |                   |          |                  |              |               |               |            |            |                              |                              |                           |                           |                       |                       |        |          |      |
| João Carvalho                    | Klasse bis 59 kg | –                 | –        | Roman Amojan     | 0:3          | –             | –             | –          | –          | –                            | –                            | –                         | –                         | –                     | –                     | –      | –        | 18   |
| Hugo Passos                      | Klasse bis 66 kg | Abdulsamet Ugurli | 1:3      | –                | –            | –             | –             | –          | –          | –                            | –                            | –                         | –                         | –                     | –                     | –      | –        | 22   |
| Zurab Bekauri                    | Klasse bis 71 kg | –                 | –        | Dominik Etlinger | 0:5          | –             | –             | –          | –          | –                            | –                            | –                         | –                         | –                     | –                     | –      | –        | 15   |

## Schießen
| Athleten                  | Klasse  | Wettbewerb               | Qualifikation   | Qualifikation | Halbfinale      | Halbfinale | Finale          | Finale |
| Athleten                  | Klasse  | Wettbewerb               | Ringe/ Scheiben | Rang          | Ringe/ Scheiben | Rang       | Ringe/ Scheiben | Rang   |
| ------------------------- | ------- | ------------------------ | --------------- | ------------- | --------------- | ---------- | --------------- | ------ |
| Frauen                    |         |                          |                 |               |                 |            |                 |        |
| Joana Castelão            | Pistole | Luftpistole 10 m         | 375             | 25            | –               | –          | –               | –      |
| Joana Castelão            | Pistole | Sportpistole 25 m        | 561             | 27            | –               | –          | –               | –      |
| Männer                    |         |                          |                 |               |                 |            |                 |        |
| João Costa                | Pistole | Schnellfeuerpistole 25 m | 583             | 3             | –               | –          | 201,5           | Silber |
| João Costa                | Pistole | Freie Pistole 50 m       | 550             | 14            | –               | –          | –               | –      |
| João Azevedo              | Flinte  | Trap                     | 119             | 14            | –               | –          | –               | –      |
| José Faria                | Flinte  | Doppeltrap               | 116             | 24            | –               | –          | –               | –      |
| Mixed                     |         |                          |                 |               |                 |            |                 |        |
| João Costa Joana Castelão | Pistole | Luftpistole 10 m         | 473             | 9             | –               | –          | –               | –      |

## Taekwondo
| Athleten       | Wettbewerb       | Achtelfinale         | Achtelfinale | Viertelfinale  | Viertelfinale | Hoffnungsrunde Halbfinale | Hoffnungsrunde Halbfinale | Halbfinale       | Halbfinale | Hoffnungsrunde Finale / Bronzekampf | Hoffnungsrunde Finale / Bronzekampf | Finale        | Finale   | Rang   |
| Athleten       | Wettbewerb       | Gegner               | Ergebnis     | Gegner         | Ergebnis      | Gegner                    | Ergebnis                  | Gegner           | Ergebnis   | Gegner                              | Ergebnis                            | Gegner        | Ergebnis | Rang   |
| -------------- | ---------------- | -------------------- | ------------ | -------------- | ------------- | ------------------------- | ------------------------- | ---------------- | ---------- | ----------------------------------- | ----------------------------------- | ------------- | -------- | ------ |
| Frauen         |                  |                      |              |                |               |                           |                           |                  |            |                                     |                                     |               |          |        |
| Joana Cunha    | Klasse bis 57 kg | Nikita Glasnović     | 0:1          | –              | –             | –                         | –                         | –                | –          | –                                   | –                                   | –             | –        | 11     |
| Männer         |                  |                      |              |                |               |                           |                           |                  |            |                                     |                                     |               |          |        |
| Rui Bragança   | Klasse bis 58 kg | Gorkem Sezer         | 12:0         | Milos Gladović | 13:7          | –                         | –                         | Si Mohamed Ketbi | 11:4       | –                                   | –                                   | Jesús Tortosa | 6:5      | Gold   |
| Mário Silva    | Klasse bis 68 kg | Ioannis Pilavakis    | 12:6         | Karol Robak    | 2:10          | Servet Tazegül            | 6:12                      | –                | –          | –                                   | –                                   | –             | –        | 7      |
| Júlio Ferreira | Klasse bis 80 kg | Raul Martínez Garcia | 10:4         | Aaron Cook     | 8:7           | –                         | –                         | Milad Beigi      | 2:6        | Richard Ordemann                    | 6:5                                 | –             | –        | Bronze |

## Tischtennis
| Athleten                                     | Wettbewerb | 1. Runde     | 1. Runde | 2. Runde       | 2. Runde | Achtelfinale      | Achtelfinale | Viertelfinale      | Viertelfinale | Halbfinale | Halbfinale | Finale/Spiel um Platz 3 | Finale/Spiel um Platz 3 | Rang  |
| Athleten                                     | Wettbewerb | Gegner       | Ergebnis | Gegner         | Ergebnis | Gegner            | Ergebnis     | Gegner             | Ergebnis      | Gegner     | Ergebnis   | Gegner                  | Ergebnis                | Rang  |
| -------------------------------------------- | ---------- | ------------ | -------- | -------------- | -------- | ----------------- | ------------ | ------------------ | ------------- | ---------- | ---------- | ----------------------- | ----------------------- | ----- |
| Frauen                                       |            |              |          |                |          |                   |              |                    |               |            |            |                         |                         |       |
| Fu Yu                                        | Einzel     | –            | –        | Eva Ódorová    | 1:4      | –                 | –            | –                  | –             | –          | –          | –                       | –                       | 17–32 |
| Leila Oliveira                               | Einzel     | Dora Madarsz | 3:4      | –              | –        | –                 | –            | –                  | –             | –          | –          | –                       | –                       | 33–47 |
| Fu Yu, Ana Neves, Leila Oliveira             | Mannschaft | –            | –        | –              | –        | Russland          | 1:3          | –                  | –             | –          | –          | –                       | –                       | 9     |
| Männer                                       |            |              |          |                |          |                   |              |                    |               |            |            |                         |                         |       |
| Tiago Apolónia                               | Einzel     | –            | –        | Marc Duran     | 4:2      | Kristian Karlsson | 4:2          | Uladsimir Samsonau | 0:4           | –          | –          | –                       | –                       | 5–8   |
| Marcos Freitas                               | Einzel     | –            | –        | Ľubomír Pištej | 4:0      | Pär Gerell        | 4:2          | Paul Drinkhall     | 1:4           | –          | –          | –                       | –                       | 5–8   |
| Tiago Apolónia, Marcos Freitas, João Geraldo | Mannschaft | –            | –        | –              | –        | Rumänien          | 3:1          | Polen              | 3:0           | Österreich | 3:2        | Frankreich              | 3:0                     | Gold  |

## Triathlon
| Athleten          | Wettbewerb | Zeit (h)   | Rang       |
| ----------------- | ---------- | ---------- | ---------- |
| Frauen            |            |            |            |
| Ana Ramos         | Einzel     | Überrundet | Überrundet |
| Melanie Santos    | Einzel     | 2:08:11    | 25         |
| Männer            |            |            |            |
| Pedro Palma       | Einzel     | 1:54:13    | 34         |
| João José Pereira | Einzel     | 1:49:46    | 8          |
| João Pedro Silva  | Einzel     | 1:48:42    | Silber     |

## Turnen

### Aerobic
| Athleten                     | Wettbewerb | Qualifikation | Qualifikation | Finale | Finale | Rang |
| Athleten                     | Wettbewerb | Punkte        | Rang          | Punkte | Rang   | Rang |
| ---------------------------- | ---------- | ------------- | ------------- | ------ | ------ | ---- |
| Tiago Faquinha, Ana Maçanita | Mixed Paar | 18,550        | 7             | –      | –      | 7    |

### Akrobatik
| Athletinnen                                   | Wettbewerb           | Qualifikation | Qualifikation | Finale | Finale | Rang |
| Athletinnen                                   | Wettbewerb           | Punkte        | Rang          | Punkte | Rang   | Rang |
| --------------------------------------------- | -------------------- | ------------- | ------------- | ------ | ------ | ---- |
| Jéssica Correia Joana Patrocínio Susana Pinto | Gruppe Mehrkampf     | –             | –             | 80,330 | 7      | 7    |
| Inês Germano João Martins                     | Mixed Paar Mehrkampf | –             | –             | 79,330 | 5      | 5    |
| Inês Germano João Martins                     | Mixed Paar Balance   | 26,920        | 5             | –      | –      | 5    |

### Geräteturnen
| Athletinnen    | Wettbewerb    | Sprung | Sprung | Stufenbarren | Stufenbarren | Boden  | Boden | Schwebebalken | Schwebebalken | Gesamt | Gesamt |
| Athletinnen    | Wettbewerb    | Punkte | Rang   | Punkte       | Rang         | Punkte | Rang  | Punkte        | Rang          | Punkte | Rang   |
| -------------- | ------------- | ------ | ------ | ------------ | ------------ | ------ | ----- | ------------- | ------------- | ------ | ------ |
| Frauen         |               |        |        |              |              |        |       |               |               |        |        |
| Mariana Pitrez | Qualifikation | 12,933 |        | 11,000       |              | 11,433 |       | 10,066        |               | 45,432 | 67     |

| Athleten         | Wettbewerb           | Boden  | Boden | Pauschenpferd | Pauschenpferd | Ringe  | Ringe | Sprung | Sprung | Barren | Barren | Reck   | Reck | Gesamt  | Gesamt |
| Athleten         | Wettbewerb           | Punkte | Rang  | Punkte        | Rang          | Punkte | Rang  | Punkte | Rang   | Punkte | Rang   | Punkte | Rang | Punkte  | Rang   |
| ---------------- | -------------------- | ------ | ----- | ------------- | ------------- | ------ | ----- | ------ | ------ | ------ | ------ | ------ | ---- | ------- | ------ |
| Männer           |                      |        |       |               |               |        |       |        |        |        |        |        |      |         |        |
| Bernardo Almeida | Qualifikation        | 13,100 |       | 11,233        |               | 12,066 |       | 13,333 |        | 13,166 |        | 12,333 |      | 75,231  | 57     |
| Simão Almeida    | Qualifikation        | 13,766 |       | 9,600         |               | 14,066 |       | 14,233 |        | 14,300 |        | 12,800 |      | 78,765  | 45     |
| Vasco Barata     | Qualifikation        | 11,800 |       | 11,500        |               | 12,800 |       | 12,900 |        | 13,266 |        | 13,433 |      | 75,699  | 56     |
| Mannschaft       | Mannschaft Mehrkampf | 26,866 |       | 22,733        |               | 26,866 |       | 27,566 |        | 27,566 |        | 26,233 |      | 157,830 | 21     |

### Trampolin
| Athleten                       | Wettbewerb | Qualifikation | Qualifikation | Finale | Finale | Rang   |
| Athleten                       | Wettbewerb | Punkte        | Rang          | Punkte | Rang   | Rang   |
| ------------------------------ | ---------- | ------------- | ------------- | ------ | ------ | ------ |
| Frauen                         |            |               |               |        |        |        |
| Ana Rente                      | Einzel     | 95,885        | 11            | –      | –      | 11     |
| Beatriz Martins                | Einzel     | 93,575        | 15            | –      | –      | 15     |
| Ana Rente Beatriz Martins      | Synchron   | 83,000        | 6             | 44,500 | 3      | Bronze |
| Männer                         |            |               |               |        |        |        |
| Diogo Ganchinho                | Einzel     | 104,445       | 7             | 13,245 | 6      | 6      |
| Ricardo Santos                 | Einzel     | 103,365       | 10            | –      | –      | 10     |
| Diogo Ganchinho Ricardo Santos | Synchron   | 47,800        | 11            | –      | –      | 11     |

## Wassersport

### Schwimmen
Hier fanden Jugendwettbewerbe statt. Bei den Frauen ist das die U17 (Jahrgang 1999) und bei den Männern die U19 (Jahrgang 1997).
| Athleten               | Wettbewerb          | Vorlauf     | Vorlauf | Halbfinale  | Halbfinale | Finale       | Finale | Rang |
| Athleten               | Wettbewerb          | Zeit        | Rang    | Zeit        | Rang       | Zeit         | Rang   | Rang |
| ---------------------- | ------------------- | ----------- | ------- | ----------- | ---------- | ------------ | ------ | ---- |
| Frauen                 |                     |             |         |             |            |              |        |      |
| Ana Rita Faria         | 100 m Freistil      | 59,18 s     | 42      | -           | -          | -            | -      |      |
| Ana Rita Faria         | 200 m Freistil      | 2:09,03 min | 43      | -           | -          | -            | -      |      |
| Ana Rita Faria         | 400 m Freistil      | 4:30,72 min | 33      | -           | -          | -            | -      |      |
| Ana Rita Faria         | 800 m Freistil      | -           | -       | -           | -          | 9:22,19 min  | 15     | 15   |
| Maria Francisca Cabral | 200 m Freistil      | 2:08,91 min | 42      | -           | -          | -            | -      |      |
| Maria Francisca Cabral | 400 m Freistil      | 4:30,83 min | 34      | -           | -          | -            | -      |      |
| Maria Francisca Cabral | 200 m Lagen         | 2:26,13 min | 30      | -           | -          | -            | -      |      |
| Maria Francisca Cabral | 400 m Lagen         | 5:08,32 min | 18      | -           | -          | -            | -      |      |
| Madalena Gomes Azevedo | 200 m Lagen         | 2:22,92 min | 18      | 2:25,69 min | 16         | -            | -      |      |
| Madalena Gomes Azevedo | 400 m Lagen         | 5:07,14 min | 17      | -           | -          | -            | -      |      |
| Raquel Pereira         | 50 m Brust          | 33,52 s     | 18      | -           | -          | -            | -      |      |
| Raquel Pereira         | 100 m Brust         | 1:11,84 min | 11      | 1:12,02 min | 13         | -            | -      |      |
| Raquel Pereira         | 200 m Brust         | 2:35,51 min | 12      | 2:34,64 min | 8          | 2:34,99 min  | 8      | 8    |
| Männer                 |                     |             |         |             |            |              |        |      |
| Alexandre Coutinho     | 400 m Freistil      | 4:02,42 min | 33      | -           | -          | -            | -      |      |
| Alexandre Coutinho     | 800 m Freistil      | -           | -       | -           | -          | 8:22,72 min  | 11     | 11   |
| Alexandre Coutinho     | 1500 m Freistil     | -           | -       | -           | -          | 15:46,58 min | 13     | 13   |
| João Gil               | 200 m Freistil      | 1:54,67 min | 34      | -           | -          | -            | -      |      |
| João Gil               | 400 m Freistil      | 4:10,57 min | 48      | -           | -          | -            | -      |      |
| Gabriel Lopes          | 50 m Rücken         | 26,80 s     | 19      | -           | -          | -            | -      |      |
| Gabriel Lopes          | 100 m Rücken        | 56,92 s     | 17      | 56,23 s     | 13         | -            | -      |      |
| Gabriel Lopes          | 100 m Schmetterling | 56,13 s     | 26      | -           | -          | -            | -      |      |
| Gabriel Lopes          | 200 m Lagen         | 2:02,72 min | 2       | 2:03,43 min | 7          | 2:03,03 min  | 7      | 7    |
| Guilherme Pina         | 400 m Freistil      | 4:04,80 min | 40      | -           | -          | -            | -      |      |
| Guilherme Pina         | 800 m Freistil      | -           | -       | -           | -          | 8:19,89 min  | 17     | 17   |
| Guilherme Pina         | 1500 m Freistil     | -           | -       | -           | -          | 15:49,04 min | 14     | 14   |
| João Vital             | 100 m Rücken        | 59,47 s     | 43      | -           | -          | -            | -      |      |
| João Vital             | 200 m Rücken        | 2:05,28 min | 19      | -           | -          | -            | -      |      |
| João Vital             | 200 m Lagen         | 2:08,74 min | 31      | -           | -          | -            | -      |      |
| João Vital             | 400 m Lagen         | 4:27,84 min | 13      | -           | -          | -            | -      |      |